# ぶっちゃけ!99
『ぶっちゃけ!99』（ぶっちゃけ ナインティナイン）は、2004年4月14日から2005年3月2日までTBS系列局で放送されていたTBS製作のトークバラエティ番組である。TBS公式サイトにおいては「ぶっちゃけ!ナインティナイン」と表記されていた。

## 概要
水曜21:00枠で放送されていた『ディスカバ!99』の後継番組で、引き続きナインティナインがMCを務めていた。毎回友人同士などさまざまな組み合わせによるゲスト3、4人ほどをスタジオに迎え、彼らがさまざまな事を言い合う模様を放送。ゲストのほかにも4人の若手タレントが参加し、トークを盛り上げた。ゲストが面白い発言をすると、司会の岡村隆史から「ぶっちゃづけ」と「スゴイぶっちゃづけ」のいずれかを手渡された。
基本的には毎週水曜 20:00 - 20:54 （日本標準時）の放送で、TBSのみ19:54からの60分枠で放送。初回は18:55からの2時間スペシャルで放送された。

## 出演者

### MC
- ナインティナイン（岡村隆史・矢部浩之）

### 準レギュラー
- 蛍原徹（雨上がり決死隊）
- 有田哲平（くりぃむしちゅー）
- 品川庄司（庄司智春・品川祐）
- 青木さやか
- マンボウやしろ（カリカ）
- 梨花
- 加藤夏希
- ほか

### ナレーション
- 納谷悟朗
- 井上喜久子
- バッキー木場

## スタッフ
- ナレーター：納谷悟朗、井上喜久子
- 構成：おちまさと、樋口卓治、村上卓史、桜井慎一、すずきB、山名宏和、田中伊知郎
- 問題作成：一文無隼人、林賢一、武田郁之輔、柴田航太郎
- TM：中澤健
- TD：田中祥嗣
- VE：大和田謙一
- カメラ：井原公二
- 音声：森公二
- 照明：高木亘
- 美術プロデューサー：横井直行
- 美術デザイン：山口智広
- 美術制作：伊藤隆、海上泰隆
- 装置：尻無浜宏人
- 装飾：増田豊
- 電飾：西山邦章、森田光俊
- 大道具操作：石上博
- メカシステム：庄司泰広
- 衣裳：横尾毅
- メイク：高柳尚子、アートメイク・トキ
- 編集：東放制作、栗原康幸、室谷光則
- MA：的池将
- 音響効果：太田光則、永田健二
- CG：松原貴明、前川貢
- 公開担当：廣中信行
- TK：野村佳乃子
- 宣伝：小林久幸
- デスク：石川素子
- 収録スタジオ：東京メディアシティ
- 技術協力：エヌ・エス・ティー、ティエルシー、TAMCO、東通
- AP：長谷川三芳、菊地絢子
- ディレクター：藤原麻知、井上陽二郎、須藤孝幸、木戸隆文、塚田俊男、内山大輔、西本誠、山田洋平、有馬巨人、奥田照美、有田武史、坂口秀作、米田潤、中澤剛
- キャスティング：石岡茂雄、西口典子、小野裕子
- チーフディレクター：中川通成
- 総合演出：江藤俊久
- プロデューサー：安田淳
- チーフプロデューサー：荒井昌也
- 制作協力：TBS-V
- 制作：TBSエンタテインメント
- 製作著作：TBS

## コーナー
ぶっちゃけ！問題発言！
マネージャーからのタレコミ情報などでゲストの素顔を暴露。
運命の女性（男性）を探せ！
結婚相談所サイトの協力のもと、独身ゲストが指定した理想の条件に当てはまる異性を絞り込む。
ぶっちゃけ！ホンネ投票
あるイメージに最も当てはまるのは誰かをゲスト同士が互いに指名しながらトーク。
その他
一時期オープニングに沢村一樹と上原美佐のミニドラマが流れていた。